# Зов джунглей
«Зов джунглей» — детская развлекательная телеигра. Выходила еженедельно с 22 мая 1993 по 4 октября 2000 года сначала на 1-м канале Останкино, затем на ОРТ. В ходе программы две команды учеников младших классов участвовали в соревновании-аналоге «Весёлых стартов». Производством занимались телекомпания «Класс!» (1995—2000) и собственная телекомпания Сергея Супонева «ЗОВ» (1997—1998).
Первым ведущим передачи выступил Сергей Супонев (1993—1998), одновременно являвшийся её продюсером. После него передачу вели также Пётр Фёдоров (с 10 февраля 1999 года, после его кончины в марте 1999 года все отснятые игры с Фёдоровым были показаны в эфире до 12 мая 1999 года) и Николай «Охотник» Гадомский (с 19 мая 1999 по 4 октября 2000 года).
Удостоена премии «ТЭФИ» 1999 года.

## Заставка
Заставка была анимационной и являлась нарезкой из французского рекламного ролика сиропа «Sironimo». В заставке исполнялась песня, написанная ведущим игры Сергеем Супоневым и композитором Виктором Прудовским. Пел Сергей Супонев. Затем передачу перенесли на среду, и первые строчки звучали иначе. Последние несколько месяцев повторы программы снова выходили в субботу утром, и песня в заставке исполнялась без слов.

## Правила игры
В игре принимали участие две команды — «хищников» и «травоядных». В каждой команде было по 4 человека. Травоядные играли в жёлтых майках, на которых были изображения животных. Так, были участники: «слон», «панда», «коала», «обезьяна». Хищники играли в красных майках. Животные: «крокодил», «лев», «пантера» и «леопард».
Две команды участвовали в соревнованиях наподобие «Весёлых стартов». Конкурсы в разных передачах отличались. Когда в конкретном конкурсе побеждали «травоядные», им кидали бутафорский банан как одно очко. Когда выигрывали «хищники» — им кидали бутафорскую «кость». В конце игры побеждала та команда, у которой к концу игры оказывалось в корзине больше бананов или костей.

## Закрытие
По решению Сергея Супонева осенью 2000 года программа была закрыта по причине невозможности обновления формата. Повторы выходили до 12 января 2002 года.
В 2004 году на СТС выходила похожая телеигра «Зов предков», автором и ведущим был Алексей Весёлкин.

## Критика
Убили детское телевидение — вот главная катастрофа. Помните «Зов джунглей»? С тех пор как ее закрыли, выросло целое поколение, которое не знает, что по телевизору бывают детские передачи.Татьяна Лазарева.